# Hockey su pista in Svizzera
Le varie competizioni sono organizzate dalla federazione nazionale.

## Storia
L'hockey su pista è stato introdotto in Svizzera nei primi anni del XX secolo da ricchi turisti inglesi che venivano per le loro vacanze a Montreux. Il passatempo fu accolto positivamente, tanto che nel 1911 fu formata la prima squadra: il Montreux HC (ad oggi una dei club più antichi al mondo). Rapidamente lo sport si diffuse a Ginevra e Losanna e a partire dagli anni 50 sbarcò nella Svizzera tedesca a Zurigo e Basilea. Soltanto a partire dal 1985 la disciplina ha varcato le Alpi per giungere in Ticino. Oggi la maggior densità di squadre si trova nel Canton Berna.

## Il campionato svizzero di hockey pista
Nel 1911 venne organizzato un primo campionato svizzero di hockey su pista (LNA), non venne disputato nell'anno successivo e venne riproposto nel 1913 e 1914. Ci fu quindi una pausa fino al 1924 quando venne fondata la Federazione Svizzera e si riprese ufficialmente nel 1925 con un'interruzione nel 1956. Successivamente vennero organizzati LNB (1953), la 1Lega o LNC nel 2000 ed il campionato riserve nel 2001. Questi ultimi due campionati vennero conglobati in un'unica competizione denominata LNC/Riserve nel 2006. La coppa Svizzera invece vide la luce con l'edizione del 1958.
Il club più “scudettato” è il Montreux HC che vanta 48 vittorie in campionato e 15 coppe svizzere.
Il campionato femminile iniziò nel 1990, mentre la coppa Svizzera femminile nel 1991.
Attualmente la suddivisione dei campionati è: LNA, LNB, LNC/riserve in campo maschile e LNA in quello femminile. I campionati giovanili sono: juniors A (meno di 19 anni), juniors B (meno di 16 anni), juniors C (meno di 13 anni), juniors D (tra 7 e 10 anni).

## Albo d'oro maschile[1]

### Albo d'oro di LNA
- 2011 Genève RHC
- 2010 Genève RHC
- 2009 RSV Weil
- 2008 Genève RHC
- 2007 RHC Wimmis
- 2006 Genève RHC
- 2005 SC Thunerstern
- 2004 RSC Uttigen
- 2003 RSC Uttigen
- 2002 RSC Uttigen
- 2001 SC Thunerstern
- 2000 RSC Uttigen
- 1999 RSC Uttigen
- 1998 Genève RHC
- 1997 Genève RHC
- 1996 Genève RHC
- 1995 Genève RHC
- 1994 SC Thunerstern
- 1993 Genève RHC
- 1992 Genève RHC
- 1991 SC Thunerstern
- 1990 SC Thunerstern
- 1989 SC Thunerstern
- 1988 SC Thunerstern
- 1987 Montreux HC
- 1986 Montreux HC
- 1985 RS Basel
- 1984 Montreux HC
- 1983 Montreux HC
- 1982 Montreux HC
- 1981 Vevey HC
- 1980 SC Thunerstern
- 1979 RC Zurich
- 1978 Rollsport Zurich
- 1977 Rollsport Zurich
- 1976 Montreux HC
- 1975 Montreux HC
- 1974 Rollsport Zurich
- 1973 Rollsport Zurich
- 1972 Rollsport Zurich
- 1971 Rollsport Zurich
- 1970 Rollsport Zurich
- 1969 Montreux HC
- 1968 Rollsport Zurich
- 1967 Rollsport Zurich
- 1966 Montreux HC
- 1965 Montreux HC
- 1964 Montreux HC
- 1963 Montreux HC
- 1962 Genève RHC
- 1961 Montreux HC
- 1960 Montreux HC
- 1959 Montreux HC
- 1958 Montreux HC
- 1957 Montreux HC
- 1956 non disputato
- 1955 Montreux HC
- 1954 Montreux HC
- 1953 Montreux HC
- 1952 Montreux HC
- 1951 Montreux HC
- 1950 Montreux HC
- 1949 Montreux HC
- 1948 Montreux HC
- 1947 Montreux HC
- 1946 Montreux HC
- 1945 Montreux HC
- 1944 Montreux HC
- 1943 Montreux HC
- 1942 Zuricher RSC
- 1941 Montreux HC
- 1940 Montreux HC
- 1939 Montreux HC
- 1938 Montreux HC
- 1937 Montreux HC
- 1936 Montreux HC
- 1935 Montreux HC
- 1934 Montreux HC
- 1933 Montreux HC
- 1932 Montreux HC
- 1931 Montreux HC
- 1930 Montreux HC
- 1929 Montreux HC
- 1928 Montreux HC
- 1927 Montreux HC
- 1926 Montreux HC
- 1925 Montreux HC
- 1914 Montreux HC
- 1913 Luzern
- 1911 American HC

#### Edizioni vinte per club
- 48 Montreux HC
- 11 Genève RHC
- 9 Rollsport Zurich
- 8 SC Thunerstern
- 5 RSC Uttigen
- 1 American HC
- 1 Luzern
- 1 RC Zurich
- 1 RHC Wimmis
- 1 RS Basel
- 1 RSV Weil
- 1 Vevey HC
- 1 Zuricher RSC

### Albo d'oro di LNB
- 2011 RHC Munsingen
- 2010 RHC Friedlingen
- 2009 RHC Dornbirn
- 2008 RHC Uri
- 2007 RHC Vordemwald
- 2006 RSV Weil
- 2005 RHC Diessbach
- 2004 RC Biasca
- 2003 RHC Langenthal
- 2002 Riviera Chablais
- 2001 Villeneuve HC
- 2000 RHC Langenthal
- 1999 RHC Langenthal
- 1998 Villeneuve HC
- 1997 RHC Vordemwald
- 1996 non disputato
- 1995 non disputato
- 1994 non disputato
- 1993 non disputato
- 1992 non disputato
- 1991 non disputato
- 1990 RSC Uttigen
- 1989 Juventus Montreux
- 1988 RHC Langenthal
- 1987 RC Bern
- 1986 Pully RHC
- 1985 RC Bern
- 1984 Wimmis RHC
- 1983 Genève RHC
- 1982 Lausanne Sports
- 1981 RSC Winterthur
- 1980 Juventus Montreux
- 1979 Pully RHC
- 1978 Vevey HC
- 1977 Etoile Montreux
- 1976 Juventus Montreux
- 1975 SC Thunerstern
- 1974 Lausanne Sports
- 1973 Etoile Montreux
- 1972 Lausanne Roller
- 1971 Pully RHC
- 1970 Juventus Montreux
- 1969 Lausanne Roller
- 1968 RC Zürich
- 1967 RC Zürich
- 1966 RC Zürich
- 1965 Montreux HC II
- 1964 Lausanne Roller
- 1963 Montreux HC II
- 1962 Lausanne Roller
- 1961 RC Zürich
- 1960 Montreux HC II
- 1959 Urania Genève
- 1958 Montreux HC II
- 1957 Lions Lausanne
- 1956 non disputato
- 1955 RC Zürich II
- 1954 Lausanne HC
- 1953 Juventus Montreux / Zurich

### Albo d'oro di 1° Lega/LNC
- 2005 RSV Weil
- 2004 RHC Dornbirn
- 2003 RHC Uri
- 2002 RHC Münsingen
- 2001 RHC Delémont
- 2000 RSC Uttigen B

### Albo d'oro di LNC/Riserve
- 2011 Genève RHC
- 2010 Genève RHC
- 2009 SC Thunerstern
- 2008 RHC Wimmis
- 2007 Montreux HC
- 2006 Montreux HC
- 2005 SC Thunerstern
- 2004 Genève RHC
- 2003 Genève RHC
- 2002 Genève RHC
- 2001 SC Thunerstern

### Albo d'oro di Coppa Svizzera
- 2010 RHC Diessbach
- 2009 RSV Weil
- 2008 Genève RHC
- 2007 Genève RHC
- 2006 SC Thunerstern
- 2005 RHC Wimmis
- 2004 RHC Diessbach
- 2003 Genève RHC
- 2002 Genève RHC
- 2001 SC Thunerstern
- 2000 Non disputata
- 1999 Genève RHC
- 1998 SC Thunerstern
- 1997 SC Thunerstern
- 1996 RHC Wimmis
- 1995 Genève RHC
- 1994 SC Thunerstern
- 1993 Genève RHC
- 1992 Genève RHC
- 1991 Genève RHC
- 1990 Genève RHC
- 1989 SC Thunerstern
- 1988 RHC Wimmis
- 1987 RS Basel
- 1986 SC Thunerstern
- 1985 Genève RHC
- 1984 Montreux HC
- 1983 Vevey HC
- 1982 Vevey HC
- 1981 Montreux HC
- 1980 Montreux HC
- 1979 RS Basel
- 1978 Montreux HC
- 1977 RS Basel
- 1976 RS Basel
- 1975 Montreux HC
- 1974 Rollsport Zurich
- 1973 Rollsport Zurich
- 1972 Montreux HC
- 1971 Montreux HC
- 1970 Montreux HC
- 1969 Montreux HC
- 1968 Rollsport Zurich
- 1967 Rollsport Zurich
- 1966 Rollsport Zurich
- 1965 Montreux HC
- 1964 Montreux HC
- 1963 Montreux HC
- 1962 Genève RHC
- 1961 Montreux HC
- 1960 Montreux HC
- 1959 Rollsport Zurich
- 1958 Montreux HC

#### Edizioni vinte per club
- 15 Montreux HC
- 12 Genève RHC
- 7 SC Thunerstern
- 6 Rollsport Zurich
- 4 RS Basel
- 3 RHC Wimmis
- 2 Vevey HC
- 2 RHC Diessbach
- 1 RSV Weil

#### Accoppiata vittorie campionato e coppa
- 9 Montreux HC
- 5 Genève RHC
- 4 Rollsport Zurich
- 3 SC Thunerstern
- 1 RSV Weil

In campo maschile dal 1995 esiste anche un campionato veterani

### Albo d'oro del Campionato svizzero veterani maschile
- 2011 Genève RHC
- 2010 Genève RHC
- 2009 SC Thunerstern
- 2008 Juventus Montreux
- 2007 SC Thunerstern
- 2006 Genève RHC
- 2005 SC Thunerstern
- 2004 SC Thunerstern
- 2003 SC Thunerstern
- 2002 Juventus Montreux
- 2001 Juventus Montreux
- 2000 Genève RHC
- 1999 Montreux HC
- 1998 Villeneuve HC
- 1997 Montreux HC
- 1996 Montreux HC
- 1995 Montreux HC (non ufficiale)

#### Edizioni vinte per club
- 4 Montreux HC
- 4 SC Thunerstern
- 4 Genève RHC
- 3 Juventus Montreux
- 1 Villeneuve HC

## Albo d'oro femminile

### Albo d'oro di LNA
- 2010 RHC Diessbach
- 2009 RHC Diessbach
- 2008 RHC Diessbach
- 2007 RHC Diessbach
- 2006 RHC Vordemwald
- 2005 RHC Vordemwald
- 2004 DRHC Bern
- 2003 RSC Uttigen
- 2002 DRHC Bern
- 2001 DRHC Bern
- 2000 RHC Diessbach
- 1999 DRHC Bern
- 1998 DRHC Bern
- 1997 Pully RHC
- 1996 Pully RHC
- 1995 DRHC Bern
- 1994 RHC Diessbach
- 1993 DRHC Bern
- 1992 DRHC Bern
- 1991 DRHC Bern
- 1990 DRHC Bern

#### Edizioni vinte per club
- 10 DRHC Bern
- 6 RHC Diessbach
- 2 Pully RHC
- 2 RHC Vordemwald
- 1 RSC Uttigen

### Albo d'oro di Coppa Svizzera
- 2010 Montreux HC
- 2009 Juventus Montreux
- 2008 RHC Diessbach
- 2007 RHC Diessbach
- 2006 RHC Vordemwald
- 2005 RHC Vordemwald
- 2004 RSC Uttigen
- 2003 RSC Uttigen
- 2002 RHC Diessbach
- 2001 RHC Diessbach
- 2000 Non disputata
- 1999 Pully RHC
- 1998 DRHC Bern
- 1997 DRHC Bern
- 1996 DRHC Bern
- 1995 Pully RHC
- 1994 Pully RHC
- 1993 RHC Wimmis
- 1992 RHC Diessbach
- 1991 DRHC Bern

#### Edizioni vinte per club
- 5 RHC Diessbach
- 4 DRHC Bern
- 3 Pully RHC
- 2 RHC Vordemwald
- 2 RSC Uttigen
- 1 Juventus Montreux
- 1 RHC Wimmis
- 1 Montreux HC

#### Accoppiata vittorie campionato e coppa
- 2 RHC Diessbach
- 2 DRHC Bern
- 2 RHC Vordemwald
- 1 RSC Uttigen